# Martin von Troppau

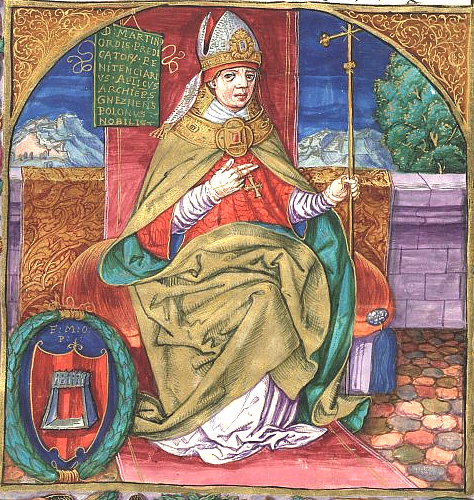
Martin von Troppau (Buchillumination, 16. Jahrhundert)

Martin von Troppau O. P. (lateinisch Martinus Oppaviensis, später auch Martinus Polonus; tschechisch Martin z Opavy, auch Martin Opavský; * um 1220/1230, vermutlich in Troppau, Provinz Troppau, Markgrafschaft Mähren; † nach dem 22. Juni 1278 in Bologna), war Dominikaner, Apostolischer Pönitentiar sowie als Chronist Verfasser der meistbenutzten lateinischen Chronik des Mittelalters. 1278 war er Elekt von Gnesen.

## Leben
Martin, der in einigen Handschriften als „gebürtig aus dem Königreich Böhmen aus dem Land Troppau“ (De regno Boemie oriendus patria Oppaviensis) bezeichnet wird, trat dem Dominikanerkloster St. Clemens in der Prager Altstadt bei. Nach abgeschlossener theologischer Ausbildung wurde er in Prag zum Priester geweiht. Obwohl er erst 1261 urkundlich in Rom belegt ist, hielt er sich dort vermutlich schon während des Pontifikats des Papstes Alexander IV. auf. Nach seinem Aufstieg als Beamter der Kurie bezeichnete er sich selbst als „Predigerbruder Martin, päpstlicher Pönitentiar und Kaplan“ (Frater Martinus ordinis Predicatorum, domni pape penitentiarius et capellanus). 1278 wurde Martin von Troppau von Papst Nikolaus III. auf den vakanten Erzbischofstuhl von Gnesen berufen. Allerdings starb er auf der Reise dorthin, noch bevor er Italien verlassen hatte.
Erst im 14. Jahrhundert ist sein latinisierter Beiname Martinus Polonus belegt. Er leitet sich davon ab, weil er Elekt von Gnesen war.
In einer späteren Interpolation seiner Papstliste wurde nachträglich die legendarische „Päpstin Johanna“ eingefügt.

## Werke
- Chronicon pontificum et imperatorum; eine Universalgeschichte der Päpste und Kaiser bis Papst Nikolaus III., die fast in alle abendländischen Volkssprachen, aber auch ins Persische und Armenische übersetzt wurde.
- Tabula Martiniana Decreti; eine Sammlung zum Kirchenrecht
- Sermones de tempore, de sanctis; eine Sammlung homiletischer Mustervorlagen
- Sermones de tempore et de sanctis. Johann Grüninger, Strassburg 1488 (Digitalisat)
- Chronicon pontificum et imperatorum Neu-Edition der Papst- und Kaiserchronik bei Monumenta Germaniae Historica (MGH), herausgegeben von Anna-Dorothee von den Brincken; gilt als die einflussreichste Quelle für die Legende um die Päpstin Johanna, die dort zum ersten Mal erwähnt wurde.
- Margarita Decreti seu Tabula Martiniana. Speyer um 1485 (Digitalisat)
- Margarita decreti. Handschrift 15. Jh. (Digitalisat)